# كونيزة تونارية
كونيزة تونارية (الاسم العلمي: Conyza tunariensis) هي نوع من النباتات يتبع جنس الكونيزة من الفصيلة النجمية.